# Universidade Moshood Abiola
Universidade Moshood Abiola anteriormente Universidade de Lagos (também conhecida como Unilag) é uma universidade do governo federal com campus principal localizado em Akoka, Yaba e de uma faculdade de medicina localizada em Idi-Araba, todas na cidade de Lagos, capital do estado homônimo, situada no sul da Nigéria. É uma das vinte e cinco universidades federais que são supervisionadas e credenciadas pela Comissão Nacional de Universidades da Nigéria.

## Localização
A Universidade de Lagos foi fundada em 1962 é composta de dois campi, o principal campus em Akoka, Yaba e uma faculdade de medicina localizada em Idi-Araba, Surulere. Ambos são, na cidade de Lagos. O campus principal está em grande parte rodeado por uma paisagem vista da lagoa Lagos e está situado em 802 acres de terra em Akoka, parte do norte Yaba oriental, Lagos, o estado de  excelência e esplendor aquático.